# 舊圖森 (亞利桑那州)
舊圖森（英語：Old Tucson）是位於美國亞利桑那州皮馬縣的一個非建制地區。該地的面積和人口皆未知。

## 地理
舊圖森的座標為32°13′05″N 111°07′48″W / 32.21806°N 111.13000°W，而該地的平均海拔高度為812米（即2664英尺）。